# Sân vận động Quốc gia Yoyogi
Sân vận động Quốc gia Yoyogi (国立代々木競技場 (Quốc lập Đại Đại Mộc cạnh kỹ trường) Kokuritsu Yoyogi Kyōgi-jō) là một nhà thi đấu nằm tại công viên Yoyogi, Tokyo, Nhật Bản nổi tiếng với thiết kế của mái sân. Mặc dù được gọi chính thức là "sân vận động" (競技場 (cạnh kỹ trường) kyōgi-jō), công trình này thực tế là một nhà thi đấu thể thao.
Công trình này do Tange Kenzo thiết kế, khởi xây năm 1961 đến năm 1964 thì hoàn tất làm đấu trường môn bơi lội và lặn trong Thế vận hội Mùa hè 1964. Một công trình phụ cách đó cũng được sử dụng cho môn bóng rổ mùa Thế vận hội năm đó. Sân vận động này cũng sẽ được dùng để thi môn bóng ném trong kỳ Thế vận hội Mùa hè 2020. Cảm hứng thiết kế được lấy từ thiết kế sân vận động Thế vận hội Mùa hè 1972 ở Munich của kiến trúc sư Frei Otto.
Sân vận động có sức chứa 13.291 người (9079 chỗ đứng, 4.124 ghế ngồi và 88 chỗ ngồi mang tên "royal box") mà hiện nay chủ yếu được sử dụng cho các cuộc thi đấu khúc côn cầu trên băng, Futsal (hay còn gọi là bóng đá trong nhà) và bóng rổ. Hình ảnh của sân vận động thường xuyên được chiếu ở phần cuối chương trình phát sóng của đài NHK Newsline vì trường quay của NHK World tiếp giáp với đấu trường dọc theo cạnh bên của công viên Yoyogi.
Siêu sao người Nhật Bản Hamasaki Ayumi từng tổ chức ở đây nhiều năm liên tiếp những buổi hòa nhạc đếm ngược để chào mừng năm mới từ năm 2000.

## Sự kiện

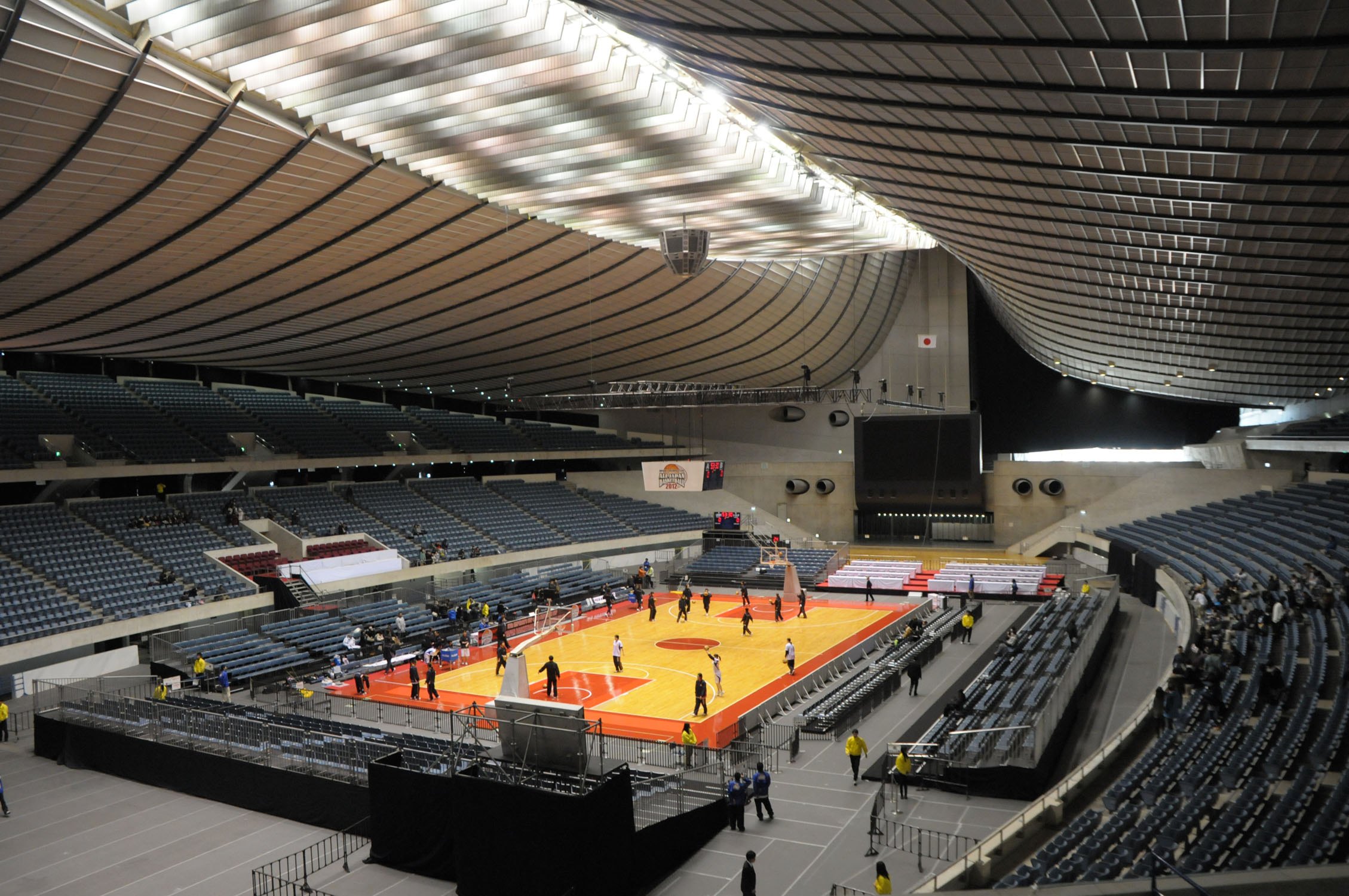
Bên trong sân vận động

- Ngày 20 tháng 10 năm 1996: Hide biểu diễn tour diễn solo thứ hai của mình, Psyence a Go Go. Đây là đêm diễn cuối cùng trong tour diễn và được phát hành nhưng một album trực tiếp Psyence a Go Go vào năm 2008. Đồng thời, phần trình diễn bài hát Pose đã được phát hành như B-side của đĩa đơn Hi-Ho/Good Bye ra mắt năm 1996.
- Tháng 10, 1997: NHL đã mở mùa giải đấu với 2 trận đấu giữa Vancouver Canucks và Mighty Ducks of Anaheim.
- Tháng 10, 1998: Ở mùa giải tiếp theo, San Jose Sharks đấu với Calgary Flames trong 2 trận để khai mạc 1998–99 NHL season.
- Ngày 28 và 29 tháng 6; ngày 1, 2, 4, 5 và 6 tháng 7 năm 2003: L'Arc~en~Ciel - Shibuya Seven Days
- Ngày 27, 28, 30 và 31 tháng 8 năm 2005: L'Arc~en~Ciel - AWAKE TOUR 2005
- Từ năm 2007: Foundation of Japan Cheerleading Association - (FJCA) Cheerleading Asia International Open Championships (CAIOC). Năm 2012 sẽ tổ chức mùa giải thứ 6 từ ngày 18 tới 20 tháng 5,[3] với sự phê chuẩn của International Federation of Cheerleading (IFC).[4]
- Năm 2008: Ban nhạc Nhật Bản, the GazettE đã tổ chức tour diễn cuối cùng mang tên Tour 2007-2008 Stacked Rubbish Grand Finale [Repeated Countless Error] at Yoyogi National Gymnasium
- Ngày 6, 7, 9 và 10 tháng 2 năm 2008: L'Arc~en~Ciel - TOUR 2007 - 2008 THEATER OF KISS
- Giải thi đấu vô địch Judo thế giới năm 2010
- Ngày 10 và 11 tháng 7 năm 2010: AKB48 Concert "Surprise wa Arimasen
- Ngày 4, 5, 7 và 8 tháng 12 năm 2010: VAMPS - 2010 BEAST ARENA TOUR
- Ngày 25 và 26 tháng 1 năm 2011: SMTown Live '10 World Tour bởi SM Town.[5]
- Ngày 17, 18, 28 và 29 tháng 6 năm 2011: Girls' Generation đã tổ chức Girls' Generation 1st Japan Arena Tour ở sân vận động này
- Ngày 26 tháng 12 năm 2012: Shinee - SHINee THE 1ST CONCERT "SHINee WORLD"
- Ngày 30 và 31 tháng 5; 2, 3, 23 và 24 tháng 6 năm 2012: Shinee - THE FIRST JAPAN ARENA TOUR "SHINee WORLD 2012"
- Ngày 21 và 22 tháng 11 năm 2012: Infinite - Second Invasion EVOLUTION Plus 1st Japan Arena Tour
- Ngày 10 và 11 tháng 7 năm 2013: FT Island - 『FTISLAND Arena Tour 2013 ～FREEDOM～』
- Ngày 29 tháng 5 năm 2014: Luna Sea sẽ biểu diễn tour diễn kỉ niệm 25 năm thành lập của mình tại đây.[6]
- Ngày 11, 12 và 13 tháng 7 năm 2014: Girls' Generation sẽ tổ chức GIRLS’ GENERATION ~LOVE&PEACE~ Japan 3rd Tour tại đây[7]
- Ngày 28 tháng 11 năm 2016, BTS tổ chức  BTS JAPAN OFFICIAL FANMEETING VOL.3 in Tokyo